# Pentathlon moderno ai Giochi panamericani
Il Pentathlon moderno è uno sport che si disputa ai Giochi panamericani dalla prima edizione dei Giochi, anche se dopo l'edizione del 1963 tornò in programma solo nel 1987, e poi, definitivamente, nel 1999. Nelle prime era presente, oltre alla prova individuale maschile, anche quella a squadre, mentre la prova femminile entrò nel programma dall'edizione del 1999.
Il pentathlon moderno è costituito da cinque prove: tiro a segno, scherma, nuoto, equitazione (Salto ostacoli) e corsa campestre.

## Uomini

### Individuale
| Edizione             | Oro                   | Argento          | Bronzo            |
| -------------------- | --------------------- | ---------------- | ----------------- |
| Buenos Aires 1951    | Eric Tinoco Marquez   | James Thompson   | Enrique Rettberg  |
| México 1955          | José Pérez Mier       | Edgard O'Hare    | David Romero      |
| Chicago 1959         | Wenceslau Malta       | George Lambert   | Leslie Bleamaster |
| São Paulo 1963       | Robert Beck           | Richard Stoll    | James Moore       |
| evento non disputato |                       |                  |                   |
| Indianápolis 1987    | Robert Stull          | Barry Kennedy    | Harvey Cain       |
| evento non disputato |                       |                  |                   |
| Winnipeg 1999        | Velizar Iliev         | Brett Weatherbie | Sergio Salazar    |
| Santo Domingo 2003   | Vakhtang Jagorachvili | Chad Senior      | Sergio Salazar    |
| Río de Janeiro 2007  | Eli Bremer            | Yaniel Velázquez | Joshua Riker-Fox  |
| Guadalajara 2011     | Oscar Soto            | Andrei Gheorghe  | Esteban Bustos    |
| Toronto 2015         | Charles Fernández     | Ismael Hernández | Nathan Schrimsher |

### Squadre
| Edición              | Oro         | Plata       | Bronce    |
| -------------------- | ----------- | ----------- | --------- |
| Chicago 1959         | Stati Uniti | Brasile     | Argentina |
| Chicago 1959         | Messico     | Stati Uniti | Cile      |
| Chicago 1959         | Stati Uniti | Brasile     | Messico   |
| Chicago 1959         | Stati Uniti | Brasile     | Messico   |
| evento non disputato |             |             |           |

## Donne

### Individuale
| Edición             | Oro              | Plata           | Bronce                        |
| ------------------- | ---------------- | --------------- | ----------------------------- |
| Winnipeg 1999       | Mary Beth Larsen | Rocío Arias     | Kara Grant                    |
| Santo Domingo 2003  | Anita Allen      | Samantha Harvey | Mary Beth Larsen-Jagorachvili |
| Río de Janeiro 2007 | Yane Marques     | Mónica Pinette  | Michelle Kelly                |
| Guadalajara 2011    | Margaux Isaksen  | Yane Marques    | Tamara Vega                   |
| Toronto 2015        | Yane Marques     | Tamara Vega     | Mayan Oliver                  |

## Medagliere
- Aggiornato ai Giochi del 2015.

| Pos.   | Nazione     |    |    |    | Totale |
| ------ | ----------- | -- | -- | -- | ------ |
| 1.     | Stati Uniti | 11 | 7  | 6  | 24     |
| 2.     | Brasile     | 4  | 5  | -  | 9      |
| 3.     | Messico     | 3  | 3  | 7  | 13     |
| 4.     | Guatemala   | 1  | 1  | -  | 2      |
| 5.     | Canada      | -  | 2  | 2  | 4      |
| 6.     | Cuba        | -  | 1  | -  | 1      |
| 7.     | Argentina   | -  | -  | 2  | 2      |
| 8.     | Cile        | -  | -  | 2  | 2      |
| Totale | Totale      | 19 | 19 | 19 | 57     |